# Wally Westmore
Wally Westmore, (o Walter 'Wally' James Westmore) (13 febbraio 1906 – 3 luglio 1973), è stato un truccatore statunitense che lavorò soprattutto per la Paramount.
Westmore fece parte di una famiglia di truccatori, in cui tutti gli altri suoi cinque fratelli (Monte, Perc, Ern, Bud e Frank) intrapresero la stessa professione.
Uno dei suoi primi film, Il dottor Jekyll (1931), per il quale curò il trucco della trasformazione da Jekyll in Hyde di Fredric March, gli diede grande successo.

## Filmografia
- The Spoilers, regia di Edwin Carewe (1930)
- Il dottor Jekyll (Dr. Jekyll and Mr. Hyde), regia di Rouben Mamoulian (1931)
- La pericolosa partita (The Most Dangerous Game), regia di Irving Pichel, Ernest B. Schoedsack (1932)
- L'isola delle anime perdute (Island of Lost Souls), regia di Erle C. Kenton (1932)
- Alice nel paese delle meraviglie (Alice in Wonderland), regia di Norman Z. McLeod (1933)
- 8 Girls in a Boat, regia di Richard Wallace (1934)
- Quartiere cinese (Limehouse Blues), regia di Alexander Hall (1934)
- La via lattea (The Milky Way), regia di Leo McCarey (1936)
- Il generale morì all'alba (The General Died at Dawn), regia di Lewis Milestone (1936)
- Swing High, Swing Low, regia di Mitchell Leisen (1937)
- I deportati di Botany Bay (Botany Bay), regia di John Farrow (1953)
- Per ritrovarti (Little Boy Lost), regia di George Seaton (1953)
- La congiura degli innocenti (The Trouble with Harry), regia di Alfred Hitchcock (1955)
- Ragazzi di provincia (The Rat Race), regia di Robert Mulligan (1960)
- Le 5 mogli dello scapolo (Who's Been Sleeping in My Bed?), regia di Daniel Mann (1963)
- El Dorado, regia di Howard Hawks (1966)